# Niendorf/Stecknitz
Niendorf/Stecknitz, Niendorf an der Stecknitz, Niendorf a.d.St. – gmina w Niemczech w kraju związkowym Szlezwik-Holsztyn, w powiecie Herzogtum Lauenburg, wchodzi w skład urzędu Breitenfelde.